# Orden al Mérito del Servicio Diplomático del Perú José Gregorio Paz Soldán
La Orden al Mérito del Servicio Diplomático del Perú José Gregorio Paz Soldán es una distinción otorgada por el Estado Peruano a los ciudadanos que se destaquen por sus méritos en el servicio diplomático o contribuyan al desarrollo de la política exterior.

## Historia
La Orden fue creada el 31 de agosto de 2004 por el ministro de Relaciones Exteriores Manuel Rodríguez Cuadros, durante el gobierno de Alejandro Toledo. Es la tercera en importancia en el Perú, después de la Orden El Sol del Perú y la Orden al Mérito por Servicios Distinguidos, la máxima distinción concedida por el Ministerio de Relaciones Exteriores. Por detrás de ella, están la Orden Militar de Ayacucho, la Cruz de Guerra al Valor, la Orden Militar de Francisco Bolognesi y las órdenes de las cruces peruanas al Mérito Militar, Naval y Aeronáutico.
El Consejo de la Orden está compuesto por el Canciller (Viceministro Secretario General), el Secretario (Director de Protocolo y Ceremonial del Estado) y cuatro embajadores en actividad o retiro. La Orden recibe su nombre de José Gregorio Paz Soldán, un destacado diplomático peruano que instituyó el Servicio Diplomático y fue tres veces Ministro de Relaciones Exteriores.

## Grados
Los Grados de la Orden al Mérito del Servicio Diplomático del Perú José Gregorio Paz Soldán son:
1. Gran Cruz.
2. Gran Oficial.
3. Comendador.
4. Oficial.
5. Caballero.